# 大野耐一
大野 耐一（おおの たいいち、1912年2月29日 - 1990年5月28日）は、日本の技術者、経営者である。トヨタ自動車工業の元副社長。
かんばん方式など生産管理のあり方として世界的に有名となった“トヨタ生産方式（Toyota Production System、略称TPS)”を体系化した人物である。その業績により、日本自動車殿堂と米国自動車殿堂の両方で殿堂入りしている。

## 来歴・人物
中華民国の大日本帝国租借地関東州大連市生まれ。大野は旧制愛知県立刈谷中学校（現愛知県立刈谷高等学校）および名古屋高等工業学校（現・名古屋工業大学）機械科を卒業後、1932年（昭和7年）豊田紡織（現：トヨタ紡織）に入社し、太平洋戦争中の1943年（昭和18年）トヨタ自動車工業（現：トヨタ自動車）に転籍した。以後、同社機械工場長（1949年就任）、取締役（1959年から）として生産管理を研究・実行した。
大野によるトヨタ生産方式の体系化の原点となった大原則は、トヨタ自動車創業者である豊田喜一郎が提唱した”ジャストインタイム(Just in Time)”である。(英語で“インタイム”とは「間に合う」という意味であり、“オンタイム”とは「適時に」という意味である)。たとえば鉄道において列車は定時に、かつ定位置にぴったりと停車し、発車することが大原則であるからそれは“オンタイム”の思想である。
しかし、乗車する者がいなくても運行する公共交通と異なり、工業生産は需要に応じて生産し、供給（販売）する必要がある。需要は絶えず変動するものであるから、工業生産に“オンタイム”は不可能である。よって、生産の無駄（ムダ）を減らしてゆくにはあらゆる局面において“間に合わせる（インタイム）”という思想が必要である。豊田喜一郎は“インタイム”をさらに煎じ詰め、“まさに間に合う（ジャストインタイム）”ことを実現するようトヨタの生産現場に命じた。
その実現のために大野が展開していった実践論はチャーリー・チャップリンの映画作品『モダン・タイムス(Modern Times)』にその象徴をみるような、旧時代の近代的工業生産のイメージとはまったく異なったものであった。その例は、
- 工程異常発生時には製造ラインを惜しげなく停止させて問題解決に取り組む。
- 生産計画台数100%以上は全て100%であって、出来過ぎという状態はない。

などが挙げられる。
スピーディー・スムーズ・エクセレントといった観念にとらわれないための生産思想が大野によって体系化され、今日に至るまでトヨタグループの工業生産の生命線として実践されつづけている。
その生産思想のエッセンスを広く世に知らしめ、奨励するため、政府により自動車排気ガス規制の施行された1978年（昭和53年）後述の著書を上梓・出版した。
トヨタ自動車の米国戦略ブランドである“レクサス”の発展を目にすることなく1990年（平成2年）死去した。

## 栄典
- 1973年10月 藍綬褒章[5][2] - 長年に渡り自動車生産管理システムの開発育成に努め、自動車工業の発展に寄与したことによる[5]。
- 1974年7月 労働大臣表彰 功績賞[2]
- 1982年5月 勲三等旭日中綬章[2]

### 追贈
- 1990年6月 従四位[6]
- 2007年 日本自動車殿堂 殿堂者[2]
- 2022年 米国自動車殿堂 殿堂者[3]

## 主な著書
- 『トヨタ生産方式―脱規模の経営をめざして―』＜刊行：ダイヤモンド社1978年＞